# Birranostrum
El Birranostrum és una cercavila celebrada a Vic organitzada per l'Assemblea Jove de Vic que consisteix a beure cervesa pel nucli antic fent parada davant de les esglésies i capelles més famoses de la ciutat. Se celebra des de l'any 2004 i, tot i no ser una festa organitzada per l'ajuntament de Vic, s'escau durant les activitats de la festa major de la ciutat, pels voltants del dia 5 de juliol dia del Sant Miquel dels Sants. La festa, que fou prohibida el 2006, es caracteritza pel fet que cada participant es vesteix amb la mateixa samarreta on es distingeix el logotip i la data de la celebració.